# Ныш (станция)
Ныш — железнодорожная станция Сахалинского региона Дальневосточной железной дороги. Названа по одноимённому селу.
РЖД планирует строительство железнодорожной магистрали с мостом через пролив Невельского, которая соединит станцию Селихи́н на БАМе и станцию Ныш на острове Сахалин.

## История
Станция открыта в 1979 году в составе пускового участка Тымовск — Ноглики.

## Деятельность
По параграфу станция способна осуществлять небольшие грузовые отправления, но коммерческие операции по станции не предусмотрены. По станции также осуществляется остановка фирменного поезда № 001/002 «Сахалин», курсирующего между Южно-Сахалинском и Ногликами. Также на станции останавливается грузо-пассажирский поезд № 951 сообщением Тымовск — Ноглики. Пригородных поездов нет. 

## Галерея
- Станционное здание
- Пассажирский поезд Ноглики-Южно-Сахалинск прибывает на станцию Ныш. Тепловоз 2М62-0515.